# Испанская Википедия
Испа́нская Википе́дия (исп. Wikipedia en español) — раздел Википедии на испанском языке. Открылся в мае 2001 года.
Ввиду огромного количества региональных диалектов испанского языка статьи в этом разделе энциклопедии именуются и редактируются для приведения к наиболее широко распространённой в мире испаноязычной терминологии.
Испанская Википедия отказалась от fair use и использует изображения исключительно с Викисклада.
4 июля 2018 года испанский раздел присоединился к протестам против планируемого принятия Европарламентом так называемой «Директивы об авторском праве на Едином цифровом рынке».

## Статистика
Продолжительное время испанский раздел занимал девятое место по количеству статей из всех языковых разделов. Благодаря большей активности участников 5 июля 2009 испанский раздел обошёл по этому параметру португальский, став восьмым, 11 месяцев спустя, 7 июня 2010, испанский раздел обошёл нидерландский, став седьмым. 27 октября, обогнав польскую Википедию, испанская Википедия вышла на пятое место.
Позже вследствие массовой ботозаливки в нидерландской Википедии, испанский раздел опустился на шестое, а затем, будучи вновь оттеснён польским разделом — на седьмое. 9 октября 2012 года испанский раздел на несколько часов опередил польский, вновь затем уступив ему шестое место с разницей около 300 статей. 25 декабря 2012 испанский раздел опустился на 7-е место — после русского, который вышел на 6-е. 7 января 2013 года испанский раздел обошёл русский, став шестым.

Страны, где испанский раздел Википедии пользуется наибольшей популярностью, выделены жёлтым цветом

В начале января 2013 года в испанский раздел Википедии загружаются тысячи статей (около 4000 статей в ночь с 6 на 7 января) с названиями огромного количества насекомых. Эти статьи различаются одной строчкой — названием насекомого. По мере приближения русскоязычного раздела по количеству статей к испанскому производится дополнительная загрузка статей с названиями насекомых, так, 18 января испанцами было загружено ещё 3000 таких статей.
По состоянию на 20 марта 2025 года испанский раздел Википедии содержит 2 018 346 статей. Количество зарегистрированных участников составляет 7 368 808 — второе место после англоязычного раздела. Из них 14 743 совершили какое-либо действие за последние 30 дней, а 56 участников имеют статус администратора. Общее число правок составляет 165 786 557 — четвёртое место после английского (1 276 693 348), немецкого (252 621 309) и французского (223 594 822) разделов.
Занимает 8 место по количеству статей среди всех разделов.

## История
- 11 мая 2001 года создан испанский раздел Википедии.
- Как и в большинстве разделов, в феврале 2002 года большинство участников были возмущены намерением финансировать работу Википедии за счёт рекламы, и многие из них покинули проект, основав ответвление — свободную энциклопедию «Enciclopedia Libre», которую поддерживает Севильский университет. Возможно, этот и подобные ему инциденты служат поддержкой политике основателя Википедии Джимбо Уэйлса, которая в одном из аспектов выражается словами «энциклопедия без рекламы».
- 25 июля 2003 года написана 5000-я статья
- 4 ноября 2003 года написана 10 000-я статья
- 18 июля 2004 года испанский раздел перешёл на UTF-8
- 30 мая 2005 года написана 50 000-я статья
- 8 марта 2006 года написана 100 000-я
- 6 сентября 2006 года написана 150 000-я статья
- 10 февраля 2007 года написана 200 000-я статья
- 4 июля 2007 года написана 250 000-я статья
- 1 сентября 2007 года первое местное отделение Wikimedia Foundation создано в испаноязычной стране — Аргентине.
- 18 ноября 2007 года написана 300 000-я статья
- 20 сентября 2008 года написана 400 000-я статья
- 12 марта 2009 года количество зарегистрированных участников достигло одного миллиона.
- 15 апреля 2009 года арбитражный комитет в Википедии на испанском языке был распущен по решению сообщества.
- 5 июля 2009 года испанский раздел обогнал по числу статей португальский, став таким образом восьмым.
- 5 августа 2009 года написана 500 000-я статья.
- 31 марта 2010 года количество хороших статей достигло 2000.
- 23 мая 2010 года написана 600 000-я статья (Anita Villalaz).
- 7 июня 2010 года испанский раздел обогнал по числу статей нидерландский, став таким образом седьмым.
- 22 сентября 2010 года написана 650 000-я статья.
- 12 января 2011 года написана 700 000-я статья.
- 22 марта 2011 года испанский раздел обогнал по числу статей японский, став таким образом шестым.
- 13 июля 2011 года написана 800 000-я статья.
- 27 октября 2011 года испанский раздел обогнал по числу статей польский, став таким образом пятым.
- 31 октября 2011 года нидерландский раздел, благодаря ботозаливке, обогнал испанский раздел, сместив его на шестое место.
- 12 ноября 2011 года польский раздел обогнал испанский и сместил его на седьмое место.
- 16 ноября 2011 года испанский раздел вернул позицию, утраченную 12 ноября 2011 года
- 22 ноября 2011 года польский раздел снова обогнал испанский.
- 25 ноября 2011 года испанский раздел снова вернул позицию, утраченную 12 ноября 2011 года и 22 ноября 2011 года
- 29 ноября 2011 года снова повторилось событие, произошедшее 12 ноября 2011 года.
- 10 декабря 2011 года написана 850 000-я статья.
- 29 июня 2012 года написана 900 000-я статья.
- 15 октября 2012 года испанский раздел вернул позицию, утраченную 12 ноября 2011 года
- 25 декабря 2012 года испанский раздел опустился на 7-ю позицию, уступив 6-е место русскому разделу.
- 7 января 2013 года написана 950 000-я статья, испанский раздел вернул позицию, утраченную 25 декабря 2012 года
- 24 февраля 2013 года испанский раздел опустился на 7-ю позицию, уступив 6-е место русскому разделу.
- 15 марта 2013 года — количество правок превысило 70 000 000.
- 17 мая 2013 года была скорректирована статистика, в результате чего оказалось, что количество статей в испанской Википедии превышает миллион. Таким образом, испанский раздел вернул позицию, 6-е место, утраченную 24 февраля 2013 года.
- 18 июня 2013 года — шведская википедия за счёт ботозаливки обгоняет испанскую, сместив её на 7-е место по количеству статей.
- 1 октября 2013 года — русская Википедия вновь обошла испанскую, сместив её на 8-е место.
- 17 марта 2014 года — число участников превысило 3 000 000.
- 12 мая 2014 года написана 1 миллион 100 тысячная статья.
- 21 мая 2014 года — количество правок превысило 80 000 000.
- 8 июля 2014 года — число статей превысило 1 111 111
- 26 августа 2014 года — себуанская Википедия обошла испанскую, сместив её на 9-е место.
- 22 января 2015 года — количество правок превысило 85 000 000.
- 11 сентября 2015 года написана 1 200 000-я статья.
- 6 июля 2017 года — количество правок превысило 100 000 000.

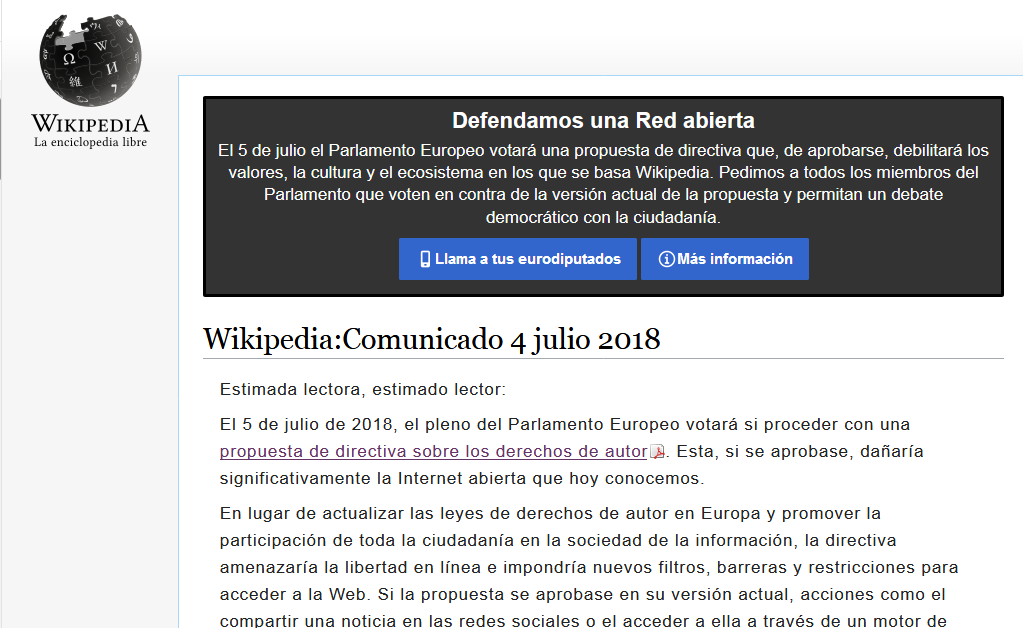
Скриншот Испанской Википедии 4 июля 2018 года.

- Скриншот Испанской Википедии 4 июля 2018 года. 4 июля 2018 года испанский раздел присоединился к протестам против планируемого принятия Европарламентом т. н. «Директивы об авторском праве на едином цифровом рынке»[2]. Логотип был заменён на чёрный, а посетители раздела не могли просматривать никакие статьи или обсуждения, и перенаправлялись на страницу с текстом заявления, поддерживающего протест против ужесточения копирайтных ограничений в интернете и призывающего присоединиться к акции.
- 20 января 2019 года написана 1 500 000-я статья.
- 15 февраля 2019 года испанский раздел опустился на 9-ю позицию, уступив 8-е место итальянскому разделу.
- 7 октября 2021 года испанский раздел снова обошёл итальянский и занял 8-е место.
- 2 января 2025 года написана 2 000 000-я статья.

## Вклад в испанскую википедию
| \| Процент правок из стран \| Процент правок из стран \| Процент правок из стран \| Процент правок из стран \| Процент правок из стран \| \| Страна \| \| \| % от правок \| \| \| ---------------------------------------------------------------------------------------------------- \| ----------------------- \| ----------------------- \| ----------------------- \| ----------------------- \| \| Испания \| \| \| 32.8 % \| \| \| Аргентина \| \| \| 13.3 % \| \| \| Мексика \| \| \| 13.2 % \| \| \| Чили \| \| \| 9.6 % \| \| \| Колумбия \| \| \| 8.1 % \| \| \| Перу \| \| \| 4.5 % \| \| \| Венесуэла \| \| \| 3.0 % \| \| \| Уругвай \| \| \| 2.7 % \| \| \| США \| \| \| 1.9 % \| \| \| Эквадор \| \| \| 1.7 % \| \| \| Коста-Рика \| \| \| 0.9 % \| \| \| Парагвай \| \| \| 0.8 % \| \| \| Германия \| \| \| 0.7 % \| \| \| Доминиканская Республика \| \| \| 0.7 % \| \| \| Гватемала \| \| \| 0.6 % \| \| \| Сальвадор \| \| \| 0.5 % \| \| \| Боливия \| \| \| 0.5 % \| \| \| Остальные \| \| \| 4.5 % \| \| \| По данным анализа 0,1 % правок, совершённых в период с 1 марта 2012 года по 28 февраля 2013 Источник \| \| \| \| \| |  |  |             |  |
| Процент правок из стран |  |  |             |  |
| Страна |  |  | % от правок |  |
| Испания |  |  | 32.8 %      |  |
| Аргентина |  |  | 13.3 %      |  |
| Мексика |  |  | 13.2 %      |  |
| Чили |  |  | 9.6 %       |  |
| Колумбия |  |  | 8.1 %       |  |
| Перу |  |  | 4.5 %       |  |
| Венесуэла |  |  | 3.0 %       |  |
| Уругвай |  |  | 2.7 %       |  |
| США |  |  | 1.9 %       |  |
| Эквадор |  |  | 1.7 %       |  |
| Коста-Рика |  |  | 0.9 %       |  |
| Парагвай |  |  | 0.8 %       |  |
| Германия |  |  | 0.7 %       |  |
| Доминиканская Республика |  |  | 0.7 %       |  |
| Гватемала |  |  | 0.6 %       |  |
| Сальвадор |  |  | 0.5 %       |  |
| Боливия |  |  | 0.5 %       |  |
| Остальные |  |  | 4.5 %       |  |
| По данным анализа 0,1 % правок, совершённых в период с 1 марта 2012 года по 28 февраля 2013 Источник |  |  |             |  |

## Интересные факты
Участник проекта с ником Francisco valera за 11 месяцев в 2010—2011 годах написал около 50 тысяч статей. Почти все они посвящены биологическим видам и имеют размер порядка 1 Кб (1—2 предложения, ссылка, таксономический шаблон). К примеру, точно такого же качества была ботозаливка 250 тысяч статей о видах в нидерландской Википедии в конце 2011 года. Примечательно, что в ряде других крупных разделов настолько короткие статьи являются неприемлемыми: так, например, согласно правилам русской Википедии статьи такого качества попадают под критерии быстрого удаления без предварительного обсуждения как фактически пустые[значимость факта?].